# Joseph Kerzl

Kerzl in Uniform, 1912

Kerzl im Zivilanzug, 1912

Joseph Kerzl, seit 1914 Ritter von Kerzl (* 28. August 1841 in Veska bei Pardubitz; † 23. Juni 1919 in Haidbachgraben am Semmering, Niederösterreich), war ein österreichischer Offizier und Mediziner, der als langjähriger Leibarzt von Kaiser Franz Joseph I. bekannt wurde.

## Leben
Nach seinem Eintritt in die kaiserliche Armee absolvierte Kerzl ein Studium an der medizinisch-chirurgischen Josephs-Akademie in Wien, aus der er als Feldarzt hervorging und zum Dr. med. promoviert wurde. 1870 wurde er Oberarzt. Im Jahr 1875 wurde der inzwischen dem kaiserlichen Hof zugeteilte Kerzl Hofphysikus im Schloss Laxenburg, 1884 wurde er Hofarzt in Wien.
In dieser Funktion begleitete Kerzl unter anderem Kaiserin Elisabeth auf ihren Reisen, u. a. nach Korfu und an die Italienische Riviera. 1889 erlebte Kerzl als Hofarzt den Tod des Kronprinzen Rudolf mit, aus dessen Besitz er die „Hubertus-Uhr“ erhielt. Während der Sommerfrische des Hofes in Bad Ischl versah er den Dienst in der Kaiservilla. 1897 wurde Kerzl zum Leibarzt Kaiser Franz Josephs bestellt, den er bis zu dessen Tod 1916 betreute. Sein letzter Dienstgrad in der österreichisch-ungarischen Armee war der eines Generaloberstabsarztes.
Als Leibarzt des Kaisers bekleidete Kerzl eine Position, die in medizinischer Hinsicht der eines bürgerlichen Hausarztes vergleichbar war. Tatsächlich hatte er aber eine sehr einflussreiche Stellung inne, da Leben und Gesundheit der Herrscherfamilie für das ganze Land Bedeutung hatten. Kaiser Franz Joseph neigte in seinen späteren Lebensjahren zu katarrhalischen Erkrankungen, ohne zeit seines Lebens je ernstlich krank zu sein. Sie traten mehrmals nach Manövern auf, bei denen sich der Kaiser erkältet hatte, so etwa nach den Kaisermanövern im Raum von Klagenfurt im September 1907.
Kaiser Franz Joseph bestand bis zu seinem Tod im Alter von 86 Jahren darauf, die Staatsgeschäfte selbst zu führen. Dies zeigt sich auch in einem medizinischen Bulletin, das einen Tag vor seinem Tod abgefasst wurde: „Bei Seiner Majestät ist im Verlaufe der vergangenen Nacht ein beschränkter entzündlicher Herd in der rechten Lunge aufgetreten bei sonst gleichbleibenden katarrhalischen Erscheinungen. Morgentemperatur 38 Grad, Abendtemperatur 37,8 Grad, Herztätigkeit gut, Atmung gleichmäßig ruhig, Appetit geringer. Seine Majestät verbrachte den ganzen Tag außer Bette, arbeiteten bis zum Abend und empfingen außer dem Ersten Obersthofmeister Fürst von Montenuovo, die beiden Generaladjutanten Generaloberst Grafen Paar und Generaloberst Freiherrn von Bolfras, Kabinettsdirektor Freiherrn von Schießl und Sektionschef von Daruvary Seine k. u. k. Hoheit den durchlauchtigsten Herrn Feldmarschall Erzherzog Friedrich in dreiviertelstündiger Audienz. Wien, am 20. November 1916, abends. Leibarzt Dr. Kerzl, Professor Dr. Ortner“

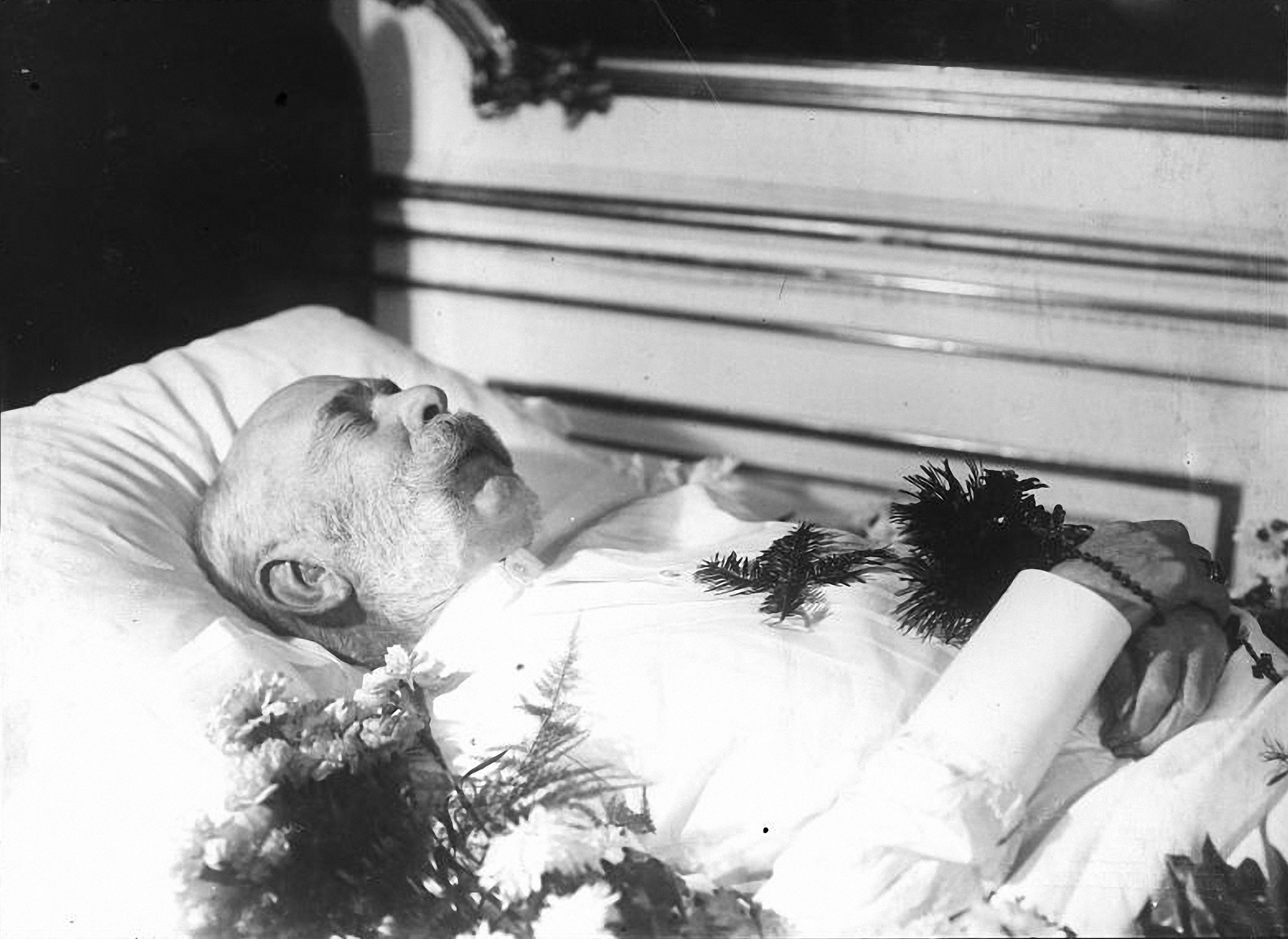
Kaiser Franz Joseph I. auf dem Totenbett

Beim Tod Kaiser Franz Josephs am 21. November 1916 in Schloss Schönbrunn war Ritter von Kerzl anwesend. Er war auch an der Konservierung des Leichnams beteiligt und erscheint im ärztlichen Protokoll, das heute zu den Exponaten des Pathologisch-anatomischen Museums Wien gehört. Darin heißt es: „Protokoll aufgenommen am 23. November 1916 über die Conservierung der Leiche seiner Majestät des Kaisers Franz Josef I. vom Gefertigten in Gegenwart der zwei mitunterschrieben behandelnden Ärzte. Die beiden großen Halsschlagadern werden freigelegt, in dieselben werden Kanülen eingebunden und sodann mit Formalin in concentriertem Zustand in den Kopf einerseits, in den Rumpf anderseits eingespritzt in der Menge von 5 Liter. Schließlich werden die gesetzten Halswunden vernäht.“ Unterschrieben ist das Protokoll vom Gerichtsmediziner und Pathologen Alexander Kolisko, vom Leibarzt des Kaisers Hofrat Joseph Ritter von Kerzl und dem Vorstand der II. Medizinischen Universitätsklinik Norbert Ortner.
Nach dem Tod Kaiser Franz Josephs trat Kerzl in den Ruhestand; zeitweilig hatte er seine Wohnung im zweiten Stock der Stallburg. Joseph Ritter von Kerzl starb in der Nacht vom 22. auf den 23. Juni 1919 im Kurort Semmering und wurde neben seiner Frau Louise (1851–1916) auf dem Hietzinger Friedhof in Wien begraben (Gruppe 20, Nr. 58).

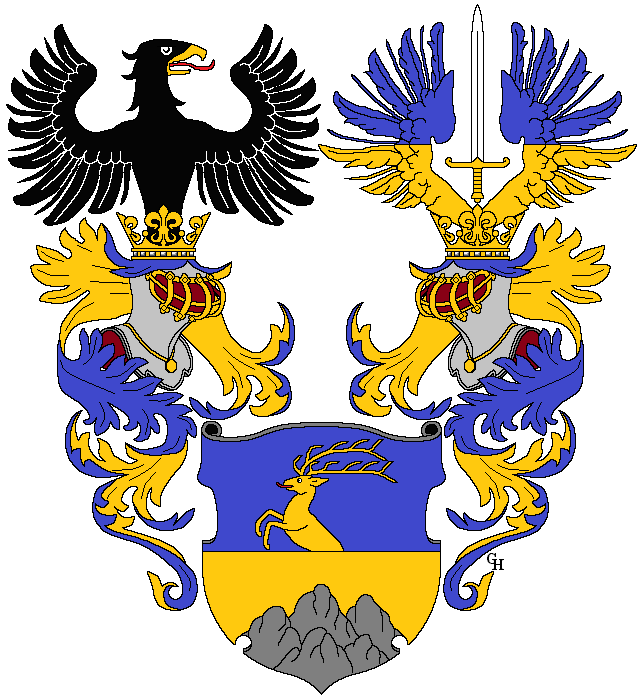
Ritterstandswappen Joseph von Kerzls, 1915

Im Laufe seiner Dienstzeit wurde Kerzl unter anderem durch die Verleihung des Titels „Hofrat“, mit dem Orden der Eisernen Krone III. Klasse und dem Großkreuz des Franz-Joseph-Ordens ausgezeichnet. Zu seinem 70. Geburtstag 1911 wurde ihm von der Stadt Bad Ischl die Ehrenbürgerschaft verliehen. Mit Allerhöchstem Handschreiben vom 19. Juni 1914 erhob ihn Kaiser Franz Joseph in den erblichen österreichischen Ritterstand; das entsprechende Diplom samt Verleihung eines Wappens erhielt er am 16. März 1915. Kurz vor Ende der Monarchie wurde Kerzl von Kaiser Karl noch zum „Geheimen Rat“ ernannt. Der schriftliche Nachlass Kerzls befindet sich im Haus-, Hof- und Staatsarchiv in Wien.

## Anekdoten
Kaiser Franz Joseph erfreute sich bis ins hohe Alter einer vortrefflichen Gesundheit. Kerzl hatte sich jeden Morgen frühzeitig beim Kaiser zu melden und nach seiner Gesundheit zu fragen. Der Kaiser überreichte ihm dabei eine Zigarre, und während man rauchte, pflegte Franz Joseph mit Kerzl ein Weilchen über das Wetter zu plaudern oder über das, was sich tags zuvor in Wien begeben hatte. Eines Morgens wurde Kerzl vom Leibdiener jedoch abgewiesen. Als er sich nach dem Grund erkundigte, bekam er zur Antwort: „Majestät bedauern aufrichtig, aber er fühle sich nicht wohl, müsse im Bett bleiben und sei daher zur morgendlichen Unterredung nicht aufgelegt. Der Doktor solle doch morgen wiederkommen.“
Kerzl soll gesagt haben: „Für die Gesundheit anderer Monarchen sorgen die Leuchten der Wissenschaft. Nur unser Monarch begnügt sich mit einem Kerzl.“